# هنی یانگمن
هنی یانگمن (به انگلیسی: Henny Youngman) (زاده ۱۶ مارس ۱۹۰۶-درگذشته ۲۴ فوریه ۱۹۹۸)، بازیگر ، کمدین ، ویالونیست آمریکایی-انگلیسی بود.
از فیلم‌های معروف او می‌توان به بازی در فیلم رفقای خوب و زنان آمازون در ماه اشاره کرد.